# Alejandro Urdapilleta
Alejandro Urdapilleta (* 10. März 1954 in Montevideo; † 1. Dezember 2013 in Buenos Aires, Argentinien) war ein uruguayischer Schauspieler, Schriftsteller und Drehbuchautor.
Alejandro Urdapilleta erlangte Bekanntheit durch seine bis Anfang der 1990er Jahre währenden Auftritte beispielsweise an der Seite von Batato Barea und Humberto Tortonese im Parakultural in Buenos Aires. Zu den bekannten Theaterstücken, in denen er mitwirkte, gehörten beispielsweise "Alfonsina y el mal", "El método de Juana" und "Carne de chancha". Er gehörte zum Ensemble von Hamlet am Teatro San Martín und spielte in Martha Stutz, Almuerzo en casa de Ludwig W oder König Lear. Auch trat er im TV auf. Erwähnenswert sind dort "Gasalla 91", Tiempo final, Tumberos, Sol negro und die argentinische Fernsehserie Mujeres asesinas. Für "Sol Negro" und "Tumberos" erhielt er jeweils den argentinischen Rundfunkpreis Premio Martín Fierro. 2001 wurde ihm der Premio Konex verliehen. Viermal wurde er im Laufe seiner Karriere zudem mit dem Premio ACE ausgezeichnet. Die Auszeichnung erhielt er jeweils für "Hamlet", "El relámpago", "Almuerzo en casa de Ludwig W." und "Mein Kampf". Beim Festival de Mar del Plata wurde er für seine Darbietung in Fernando Spiners "Adiós querida luna" zum besten Darsteller gekürt. 2004 war er in La niña santa – Das heilige Mädchen zu sehen. Urdapilleta verstarb im Alter von 59 Jahren.